# Linia kolejowa nr 140
Linia kolejowa nr 140 – pierwszorzędna (w km 57,764-65,383 magistralna) linia kolejowa znaczenia państwowego (poza odcinkiem w km 43,084-57,764) w województwie śląskim, w Polsce, łącząca Katowice z Nędzą, a pośrednio z Raciborzem i Kędzierzynem-Koźlem (poprzez linię nr 151) oraz Wodzisławiem Śląskim i Chałupkami (poprzez linię nr 158). Powstała w latach 1855–56. W latach 70. XX wieku została zelektryfikowana na całej długości. Na odcinkach Leszczyny – Rybnik Towarowy oraz Sumina – Nędza jest dwutorowa.
W połowie stycznia 2017 PKP PLK podpisały z konsorcjum firm Trakcja PRKil, Strabag, Strabag Rail, Comsa i ZUE umowę na rewitalizację linii nr 140 na odcinku Nędza – Sumina w ramach zadania  „Prace na liniach kolejowych nr 140, 148, 157, 159, 173, 689, 691 na odcinku Chybie – Żory – Rybnik – Nędza / Turze”.